# Ofa da Mércia
Ofa (falecido em 26 de julho de 796) era um rei da Mércia (757-796). Antes da ascensão do Wessex, no século IX, foi sem dúvida o mais poderoso e bem sucedido dos reis anglo-saxões. Ele efetivamente governou toda a Inglaterra ao sul do rio Humber durante a última parte de seu reinado.

## História

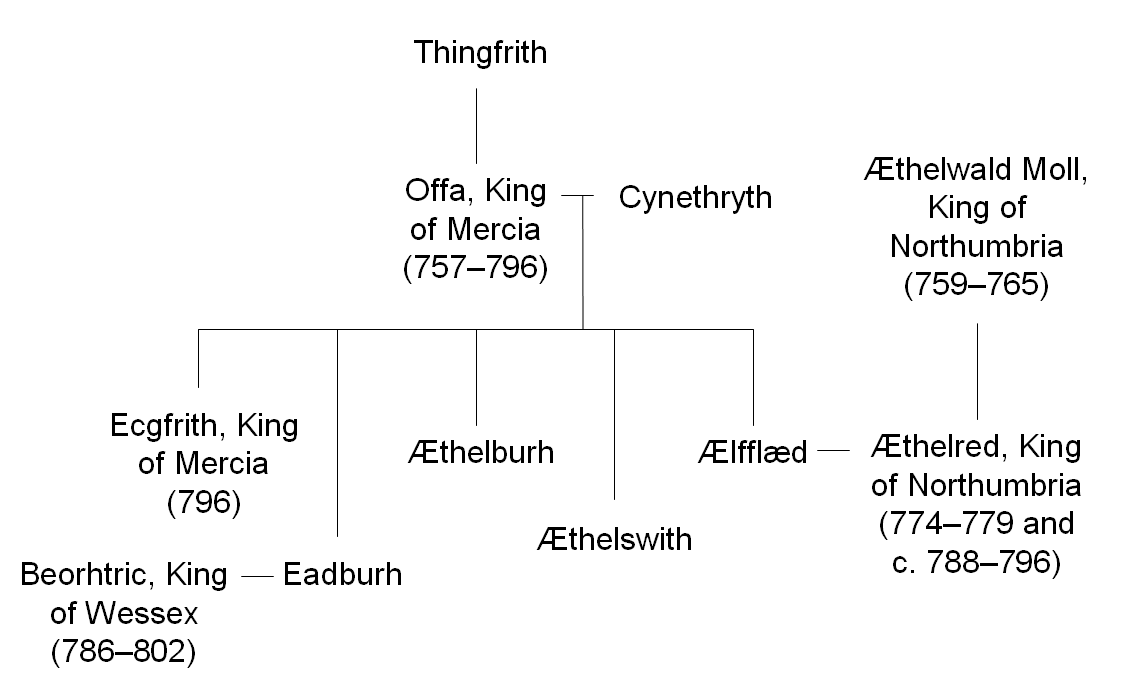
Família de Ofa

Ofa era o filho de Tigefrido e um descendente de Eowa, o irmão do rei Penda, que governou mais de cem anos antes. Após o assassinato de seu primo, o rei Etelbaldo em 757, Ofa derrotou e exilou Beornrado, sucessor do Etelbaldo, assim, sucedendo ao trono de Mércia. Ofa assumiu um reino que tinha gozado de supremacia sobre o sul da Inglaterra durante o reinado de Etelbaldo, mas essa supremacia tinha sido seriamente enfraquecida pela morte dele e o conflito interno subsequente. Ofa depois esforçou-se para restabelecer o poder Mércio sobre os outros reinos anglo-saxões.
Durante grande parte de seu reinado, Ofa lutou para afirmar sua autoridade sobre o Reino de Kent. Em 764, esteve sob sua influência, pois foi então que ele instalou um “rei cliente” lá, Heaberto. No entanto, em 772 Ofa tentou governar Kent diretamente. Isso provocou uma rebelião no âmbito de outro rei ex-cliente, Egberto, e uma batalha foi travada em Otford em 776. O resultado não foi registrado, mas desde que Ofa parece não ter exercido qualquer autoridade sobre Kent durante os anos imediatamente a seguir a batalha, podemos considerar que é provável que foi uma derrota Mércia. Ofa restabeleceu sua autoridade sobre Kent com uma posterior invasão bem sucedida em torno do ano de 785. Ele governou diretamente para o resto de sua vida.
Em Sussex, autoridade Ofa parece ter sido reconhecida precocemente pelos reis locais de sua parte ocidental, mas a oriental Sussex não parece ter submetido a ele tão facilmente. Em 771, uma guerra foi travada e terminou com a imposição de Ofa de seu domínio sobre toda a Sussex em 772; os reis saxões foram, mais tarde, conhecidos apenas como “duques”.
Em outros lugares da Inglaterra, Ofa conquistou uma importante vitória sobre o Oeste rei saxão Cinevulfo na Batalha de Bensington (em Oxfordshire) em 779, reconquistando a terra que já havia sido perdida para os saxões do Oeste. Em 786, após o assassinato de Cinevulfo, Ofa interveio para colocar no trono saxão do oeste Beortrico, possivelmente em oposição a um requerente rival, Egberto. Durante o reinado de Beortrico, ele reconheceu claramente Ofa como seu senhor, e ele se casou com Adbura, uma filha de Ofa, em 789.
Em 794, Ofa assumiu a Ânglia Oriental, após o assassinato de seu rei, Etelberto. O assassinato foi atribuído geralmente à traição de Ofa, embora de acordo com uma versão da história, a morte Etelberto foi o trabalho da esposa de Ofa, Cinetrida.
Como muitos governantes da Mércia nesse período, Ofa era estava frequentemente em conflito com os vários reinos galeses. Houve uma batalha entre os mercianos e os galeses em Hereford em 760, e Ofa é registrado como em campanha contra o País de Gales em 778, 784 e 796. Ele é, talvez, melhor conhecido pelo Dique de Ofa, uma parede de barro grande entre a Inglaterra e País de Gales. No entanto, embora este marco leve seu nome, não se sabe com certeza até que ponto ele foi responsável por sua construção. Alguns atribuem a construção da totalidade ou de partes do dique a períodos anteriores.
Ele introduziu moedas de prata na Inglaterra, produzindo as primeiras moedas de prata inglesas, bem como uma cópia do dinar de ouro do Califado Abássida de Almançor (r. 754–775) que difere do original, adicionando a inscrição "Offa REX". Uma vez que esta moeda contém a profissão árabe de fé em Alá, foi citado por alguns como prova de que Ofa havia se convertido ao Islã. No entanto, é infinitamente mais provável que a moeda tenha sido produzida a fim de negociar com a Espanha islâmica, e o rei, os seus gravadores e funcionários, simplesmente copiaram a moeda árabe, sem qualquer compreensão do que as inscrições diziam (especialmente considerando que “Offa REX” está de cabeça para baixo em relação à escrita árabe, e a palavra “ano” é grafada em árabe). As moedas de Ofa, às vezes, também apresentavam a imagem de Cinetrido, sua esposa.
Embora Ofa houvesse utilizado inicialmente a título de "rei dos mercianos" (Rex Merciorium), seus títulos tornaram-se mais grandiosos conforme o seu reinado avançava. Em 774, é registrado pela primeira vez com o título de "rei dos anglos" (Rex Anglorum), que equivalia a "rei dos ingleses". Ele foi assim o primeiro rei a usar esse título, uma extensa declaração de seu poder.
Nas suas relações com o governante mais poderoso Europeu da idade, o rei franco Carlos Magno, é claro que este último reconheceu poder de Ofa e, consequentemente, o tratou com respeito. Também é evidente, no entanto, que Ofa queria ser tratado não apenas com respeito, mas como um igual de Carlos Magno, e essa insistência produziu algumas discórdias em suas relações com os francos.
Por volta do ano 789, Carlos Magno tentou negociar o casamento de um de seus filhos com uma das filhas de Ofa. No entanto, Ofa impôs condições a um acordo sobre o casamento de seu próprio filho, Egfrido, para uma das filhas de Carlos Magno. Carlos Magno considerou esta demanda uma afronta séria, e respondeu fechando temporariamente as portas francas para os comerciantes da Inglaterra.
Ofa entrou em conflito com arcebispo Jemberto da Cantuária, e ele tentou reduzir o poder de Cantuária através do estabelecimento de uma arquidiocese rival em Lichfield, obteve a aprovação do papa Adriano I. Um conselho no Chelsea concordou com a sua criação, em 787, embora só depois de alguma disputa. Higeberto foi feito o primeiro (e único) arcebispo de lá.
Em sua história oficial, Inglaterra anglo-saxã, Sir Frank Stenton argumentou que Ofa foi talvez o maior rei dos reinos anglo-saxões, mas que a prova de suas habilidades foi obscurecida pela falta de um historiador (como Beda um meio século antes, ou Asser um século mais tarde) para descrever suas realizações. “Nenhum outro rei anglo-saxão já considerava o mundo como um todo com tão secular mente de um ou mais agudo senso político”, escreveu Stenton.
Durante a última década de seu reinado, Ofa esforçou-se para garantir que seu filho, Egfrido, iria sucedê-lo. Em 787, ele tinha Egfrido coroado como o seu corregente. Após a morte de Ofa, em julho de 796, no entanto, Egfrido sobreviveu por apenas cinco meses, e morreu em circunstâncias pouco claras. O reinado de Ofa marcou o apogeu do poder da Mércia: só um quarto de século após sua morte (825), o papel de líder de Inglês passou a Wessex.